# Baldwin Road
Baldwin Road est une communauté dans le comté de Kings de l'Île-du-Prince-Édouard, au nord-ouest de Cardigan North.